# MGM Grand Hotel

Logo des MGM Grand Hotel mit Maximum Las Vegas Kampagne

Das MGM Grand Las Vegas ist ein Hotelkomplex und Casino in Paradise, Las Vegas Strip im US-Bundesstaat Nevada. Es gehört zur MGM Resorts International Gruppe.

## Der Hotelkomplex
Das MGM Grand ist nach dem First World Hotel in Genting, Malaysia und dem Venetian Resort (wenn man es zusammen mit dem The Palazzo als ein Hotel betrachtet) in Las Vegas, der Anzahl seiner Zimmer nach das drittgrößte Hotel der Welt. Das MGM Grand hat 5.044 Zimmer, davon 751 Suiten. Auf den oberen zwei Etagen befinden sich 51 zweigeschossige Lofts (Skylofts), das für sich zu den Leading Hotels of the World gehört, und im The Mansion befinden sich 29 private Villen. Der niedrige straßenseitige Teil des Hotels, der schon vor der Errichtung des MGM Grand als Hotel Marina existierte, wurde 2005 neu mit Designer-Zimmern ausgestattet und als West Wing vermarktet.
Zum MGM Grand Hotel gehört die MGM Grand Garden Arena mit 15.200 Sitzplätzen (Grand Garden), die als Austragungsort von Boxkämpfen bekannt ist. Weitere Theater kleinerer Größe sind ebenfalls vorhanden (u. a. das der Show Kà des Cirque du Soleil (KA-Theater)) sowie das Hollywood Theatre mit 720 Plätzen, in dem David Copperfield regelmäßig auftritt. Neben dem obligatorischen Kasino existieren ein Einkaufszentrum und zahlreiche Restaurants, Bars und Nachtclubs innerhalb des Hotelkomplexes. Hinter dem Hotel liegt der Grand Pool, eine „pool area“ mit vier unterschiedlichen Pools und einem Wasserstrom (Backlot River). Der 13,3 Hektar große Vergnügungspark hinter dem Hotel wurde vor einigen Jahren abgerissen. Auf der Fläche entstanden 2006 drei Apartment-Hochhäuser für das neue Hotel The Signature at MGM Grand. Das Hotel ist dem MGM Grand Hotel angeschlossen und bietet 1.728 Suiten.
Alle Hoteleinrichtungen zusammen bieten 6.853 Zimmer.

## Geschichte und Profil
Das Hotel wurde am 18. Dezember 1993 eröffnet, seine Errichtung kostete 2,4 Milliarden US-Dollar. Es trägt den Namen eines älteren Hotels in Las Vegas, das 1980 ausbrannte (87 Tote). Dieses Gebäude steht noch und wird mittlerweile als Horseshoe Las Vegas betrieben. Das MGM wurde nach dem großen Hollywood-Studio Metro-Goldwyn-Mayer benannt, dessen Markenzeichen der brüllende Löwe ist; diese Namenswahl kam dadurch zustande, dass das Filmunternehmen und der Casinobetreiber mit Kirk Kerkorian einen gemeinsamen Mehrheitsaktionär besaßen.
Zur Eröffnung hatte das MGM Grand deshalb ein „Film-Thema“, u. a. die Landschaft aus Der Zauberer von Oz im Eingangsbereich. Den Eingang bildete ein prismatisch gebrochener gelb bemalter Löwe aus Beton, unter dessen Kopf sich der Casino-Eingang befand. Bei einem späteren Umbau wurde er durch einen edleren Bronzelöwen ersetzt (der auch nicht mehr den Eindruck erweckte, man würde durch sein Maul ins Kasino gehen). Ihn umgeben bronzene Männerstatuen im Art-déco-Stil, die auf ihren Schultern Schalen tragen. Dahinter findet sich nun eine LED-Wand, die ständig die Farben wechselt. Auch das Innere ist nun Art déco. Das Löwen-Logo findet sich noch einmal oben am Gebäude. Im Casino selbst wurde eine Glaskonstruktion eingebaut, in der sich einige lebende Löwen befinden. Sie führen keine Kunststücke vor, aber man kann ihre Fütterung beobachten (ihr Gebrüll kommt allerdings vom Tonband), Anfang 2012 wurde diese Attraktion aber geschlossen.
Das MGM Grand Hotel war einer der Schauplätze des Filmes Ocean’s Eleven. Auch wurde in der Handlung des Filmes ein Boxkampf im MGM Grand ausgetragen. Im Grand Garden fand am 5. Mai 2007 der Boxkampf mit der bislang höchsten Börse zwischen Óscar de la Hoya und Floyd Mayweather Jr. statt.

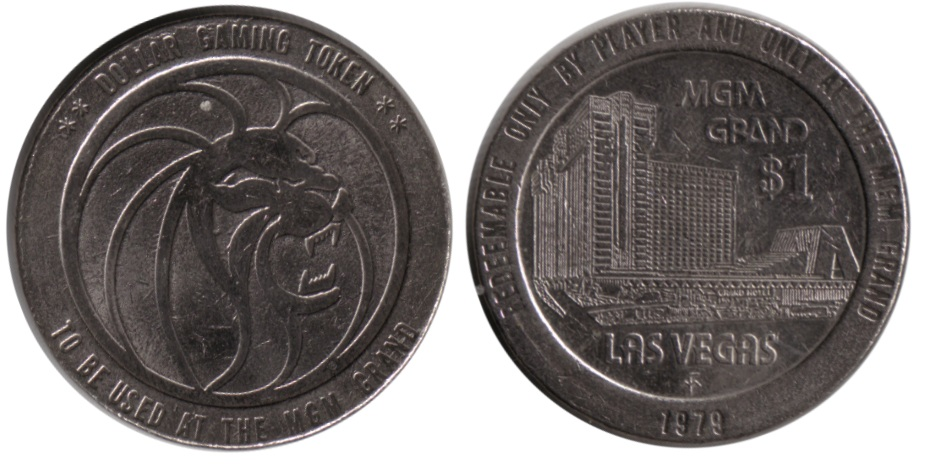
1 Dollar des MGM Kasinos
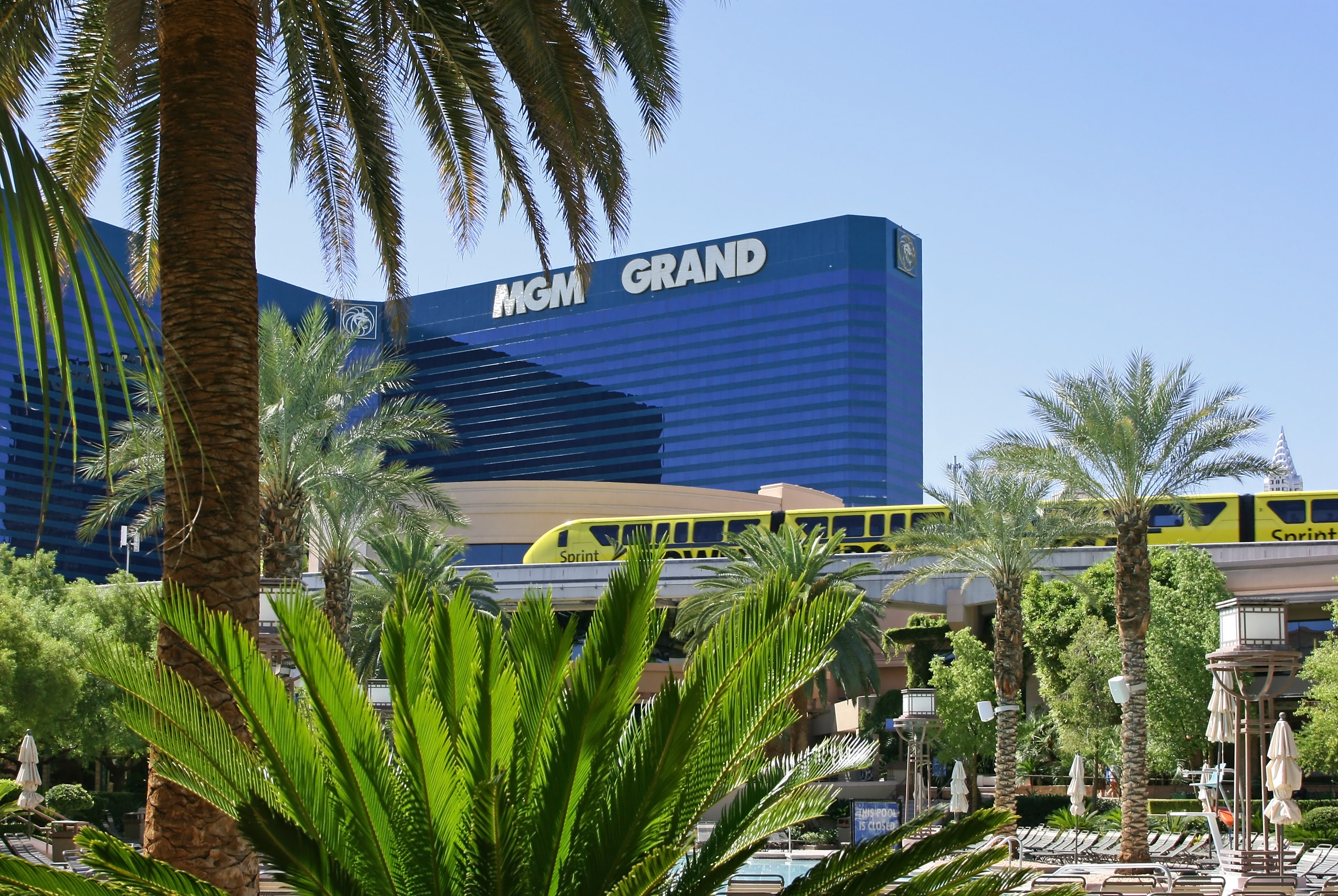
Die Las Vegas Monorail bei der Anfahrt auf das Hotel
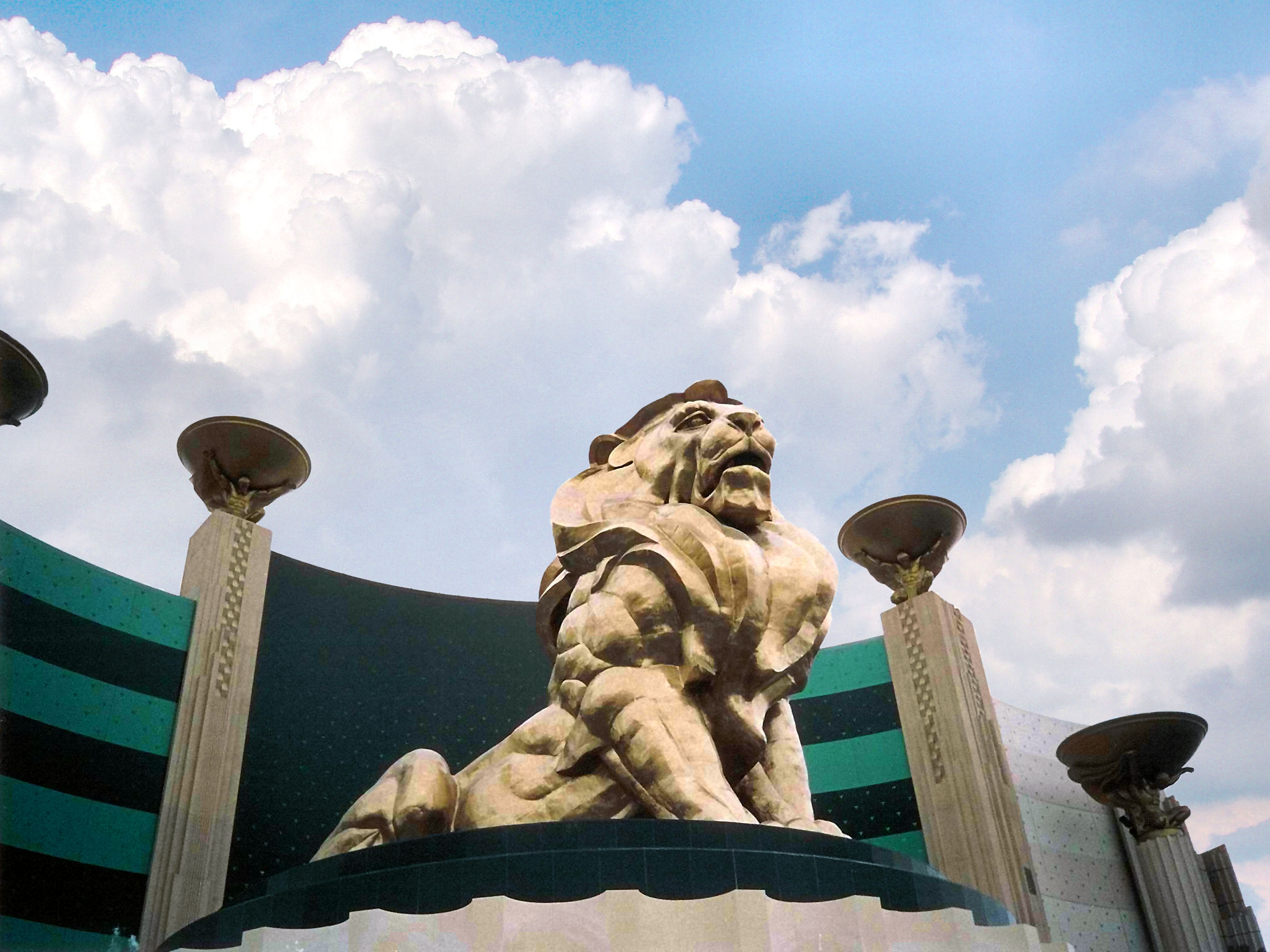
Der Grand Lion vor dem MGM Grand